# Coppa del Re 2018-2019 (pallavolo)
La Coppa del Re 2018-2019 si è svolta dal 7 al 9 febbraio 2019: al torneo hanno partecipato sei squadre di club spagnole e la vittoria finale è andata per l'undicesima volta all'Almería.

## Regolamento
Le squadre hanno disputato quarti di finale (non hanno partecipato la prima e la seconda classificata al termine del girone di andata della regular season di SVM 2018-19, già qualificate alle semifinali), semifinali e finale, tutti giocati in gara unica.

## Squadre partecipanti
| Squadra     | Qualificazione                       | Ultima partecipazione |
| ----------- | ------------------------------------ | --------------------- |
| Almería     | 1ª al girone di andata SVM 2018-2019 | Coppa del Re 2017-18  |
| Eivissa     | 3ª al girone di andata SVM 2018-2019 | Coppa del Re 2017-18  |
| L'Illa-Grau | 5ª al girone di andata SVM 2018-2019 | Coppa del Re 2013-14  |
| Melilla     | Squadra organizzatrice               | Coppa del Re 2015-16  |
| Palma       | 4ª al girone di andata SVM 2018-2019 | Coppa del Re 2017-18  |
| Teruel      | 2ª al girone di andata SVM 2018-2019 | Coppa del Re 2017-18  |

## Torneo

### Tabellone
|  | Quarti | Quarti      | Quarti |  |   | Semifinali | Semifinali  | Semifinali |  |   | Finale | Finale  | Finale |
|  |        |             |        |  |   |            |             |            |  |   |        |         |        |
|  |        |             |        |  |   | 2          | Teruel      | 3          |  |   |        |         |        |
|  |        |             |        |  |   | 2          | Teruel      | 3          |  |   |        |         |        |
|  |        |             |        |  |   | 4          | Palma       | 1          |  |   |        |         |        |
|  | 3      | Eivissa     | 1      |  |   | 4          | Palma       | 1          |  |   |        |         |        |
|  | 3      | Eivissa     | 1      |  |   |            |             |            |  |   |        |         |        |
|  | 4      | Palma       | 3      |  |   |            |             |            |  |   |        |         |        |
|  | 4      | Palma       | 3      |  |   |            |             |            |  | 2 | Teruel | 2       |        |
|  |        |             |        |  |   |            |             |            |  | 2 | Teruel | 2       |        |
|  |        |             |        |  |   |            |             |            |  |   | 1      | Almería | 3      |
|  | Q      | Melilla     | 0      |  |   |            |             |            |  |   | 1      | Almería | 3      |
|  | Q      | Melilla     | 0      |  |   |            |             |            |  |   |        |         |        |
|  | 5      | L'Illa-Grau | 3      |  |   |            |             |            |  |   |        |         |        |
|  | 5      | L'Illa-Grau | 3      |  | 1 | Almería    | 3           |            |  |   |        |         |        |
|  |        |             |        |  | 1 | Almería    | 3           |            |  |   |        |         |        |
|  |        |             |        |  |   | 5          | L'Illa-Grau | 1          |  |   |        |         |        |
|  |        |             |        |  |   | 5          | L'Illa-Grau | 1          |  |   |        |         |        |

### Risultati

#### Quarti di finale
| 7 febbraio 2019 Pabellón Javier Imbroda Ortiz, Melilla Durata: 1h:53 - Spettatori: 200 | Eivissa | 1 - 3 | Palma       | 25-17, 23-25, 22-25, 17-25 |
| 7 febbraio 2019 Pabellón Javier Imbroda Ortiz, Melilla Durata: 1h:33 - Spettatori: 500 | Melilla | 0 - 3 | L'Illa-Grau | 15-25, 26-28, 12-25        |

#### Semifinali
| 8 febbraio 2019 Pabellón Javier Imbroda Ortiz, Melilla Durata: 1h:53 - Spettatori: 300 | Teruel  | 3 - 1 | Palma       | 25-19, 22-25, 25-20, 29-27 |
| 8 febbraio 2019 Pabellón Javier Imbroda Ortiz, Melilla Durata: 1h:57 - Spettatori: ?   | Almería | 3 - 1 | L'Illa-Grau | 25-22, 23-25, 25-19, 25-19 |

#### Finale
| 9 febbraio 2019 Pabellón Javier Imbroda Ortiz, Melilla Durata: 1h:57 - Spettatori: 800 | Teruel | 2 - 3 | Almería | 25-18, 14-25, 25-20, 20-25, 10-15 |